# Cerro de las Plumas
Cerro de las Plumas är en ort i Mexiko.   Den ligger i kommunen Santa María Teopoxco och delstaten Oaxaca, i den sydöstra delen av landet, 270 km sydost om huvudstaden Mexico City. Cerro de las Plumas ligger 1 656 meter över havet och antalet invånare är 105.
Terrängen runt Cerro de las Plumas är kuperad åt sydväst, men åt nordost är den bergig. Runt Cerro de las Plumas är det tätbefolkat, med 369 invånare per kvadratkilometer. Närmaste större samhälle är Huautla de Jiménez, 14,3 km sydost om Cerro de las Plumas. I omgivningarna runt Cerro de las Plumas växer i huvudsak städsegrön lövskog.